# Laura Tamminen
Laura Tamminen – fińska panczenistka, brązowa medalistka mistrzostw świata. 

## Kariera
Największy sukces w karierze Laura Tamminen osiągnęła w 1939 roku, kiedy zdobyła brązowy medal podczas mistrzostw świata w wieloboju w Tampere. W zawodach tych wyprzedziły ją jedynie dwie rodaczki: Verné Lesche oraz Liisa Salmi. Był to jedyny medal wywalczony przez nią na międzynarodowej imprezie tej rangi. W poszczególnych biegach była czwarta w biegach na 500 i 1000 m oraz druga na dystansach 3000 i 5000 m. 